# Coppa Italia 2002-2003 (pallamano maschile)
La Coppa Italia di pallamano 2002-2003 è stata la 18ª edizione del torneo annuale organizzato dalla Federazione Italiana Gioco Handball.

Alla competizione parteciparono le prime otto squadre classificate dopo il girone di andata della Serie A1 2002-2003.

Il torneo fu vinto, per la prima volta nella sua storia, dall'Handball Club Conversano.

## Formula
La coppa Italia 2002-2003 fu disputata tramite la formula delle final eight dalle prime otto squadre classificate dopo il girone di andata della serie A1.

## Squadre partecipanti
| Club           | Città                | Palasport               | Sponsor        |  |
| -------------- | -------------------- | ----------------------- | -------------- |  |
| Bologna United | Bologna              | PalaSavena              |                |  |
| Conversano     | Conversano (BA)      | Pala San Giacomo        | Papillon       |  |
| Romagna        | Imola e Mordano (BO) | Palestra Cavina         | Clai           |  |
| Prato          | Prato                | Pala Consiag            | Al.Pi.         |  |
| Secchia        | Rubiera (RE)         | Pala Bursi              | Gammadue       |  |
| Trieste        | Trieste              | Pala Chiarbola          | Coop Essepiù   |  |
| Meran          | Merano (BZ)          | Centro Carlo Wolf       | Torggler Group |  |
| Brixen         | Bressanone (BZ)      | Palasport di Bressanone | Forst          |  |

## Final Eight
Le final eight del torneo si sono svolte a Conversano dal 14 al 16 febbraio del 2003.

### Quarti di finale
| Squadra 1  | Squadra 2      | Risultato                    |
| ---------- | -------------- | ---------------------------- |
| Meran      | Trieste        | Conversano, 14 febbraio 2003 |
| Meran      | Trieste        | 37 - 28                      |
| Secchia    | Romagna        | Conversano, 14 febbraio 2003 |
| Secchia    | Romagna        | 29 - 25                      |
| Prato      | Bologna United | Conversano, 14 febbraio 2003 |
| Prato      | Bologna United | 35 - 24                      |
| Conversano | Brixen         | Conversano, 14 febbraio 2003 |
| Conversano | Brixen         | 38 - 24                      |

### Semifinali
| Squadra 1  | Squadra 2 | Risultato                    |
| ---------- | --------- | ---------------------------- |
| Prato      | Secchia   | Conversano, 15 febbraio 2003 |
| Prato      | Secchia   | 32 - 30                      |
| Conversano | Meran     | Conversano, 15 febbraio 2003 |
| Conversano | Meran     | 25 - 21                      |

### Finale
| Squadra 1  | Squadra 2 | Risultato                    |
| ---------- | --------- | ---------------------------- |
| Conversano | Prato     | Conversano, 16 febbraio 2003 |
| Conversano | Prato     | 24 - 19                      |